# Quararibea amazonica
Quararibea amazonica är en malvaväxtart som beskrevs av Ulbrich. Quararibea amazonica ingår i släktet Quararibea och familjen malvaväxter. Inga underarter finns listade i Catalogue of Life.